# Gouvernement Noda
État du Japon
94e cabinet
(Naoto Kan) 96e cabinet
(Shinzō Abe)
Le gouvernement Noda (野田 内閣, Noda Naikaku) était le 95e cabinet (第95代 内閣, dai-kyū-jū-go-dai Naikaku) du Japon, nommé le 2 septembre 2011 par le nouveau Premier ministre Yoshihiko Noda et officiellement investi par l'empereur le jour même. Il s'agit de la troisième administration formée par le Parti démocrate du Japon (PDJ), longtemps parti d'opposition, depuis sa création en 1998, à la suite de sa victoire aux élections législatives du 30 août 2009. 
Il est remanié, le 13 janvier 2012, par le chef du gouvernement, dans le dessein de révoquer deux ministres, sanctionnés par des motions de censure, certes non contraignantes, à la Chambre des conseillers, mais qui rendaient de plus en plus difficile une coopération avec l'opposition pour l'adoption de la réforme fiscale (incarnée par la hausse sur la consommation) et de la sécurité sociale, l'un des principaux axes politiques de l’administration gouvernementale.  
Un deuxième remaniement a lieu le 4 juin 2012, pour les mêmes raisons que celui de janvier. 
Le 21 septembre 2012, à la suite de sa reconduction à la présidence du PLD le 21 septembre 2012, puis l'arrivée, à la présidence du PLD, de l'ancien Premier ministre Shinzō Abe, Yoshihiko Noda remanie pour la troisième fois son gouvernement. 
Après la défaite du PDJ aux élections législatives du 16 décembre 2012, le gouvernement de Yoshihiko Noda démissionne le 26 décembre suivant.

## Composition
Les membres du précédent Cabinet maintenus à leurs postes sont indiqués en gras, ceux ayant changé d'attribution en italique. 

### Premier ministre
| fonction         | Personnalité   | Parti | Faction | Diète        | Circonscription     |
| ---------------- | -------------- | ----- | ------- | ------------ | ------------------- |
| Premier ministre | Yoshihiko Noda | PDJ   | (Noda)  | Représentant | Chiba (4e district) |

### Composition initiale (du2 septembre 2011au13 janvier 2012)

#### Ministres, chefs d'un ministère
| fonction | Personnalité                                                                                               | Parti | Faction                       | Diète         | Circonscription                                                  |
| --- | --- | ----- | ----------------------------- | ------------- | ---------------------------------------------------------------- |
| Ministre des Affaires intérieures et des Communications également ministre d'État pour Okinawa et les Territoires du Nord, à la Promotion de la Souveraineté locale et à la Revitalisation régionale                                                                            | Tatsuo Kawabata                                                                                            | PDJ   | ex-PDS Hatoyama               | Représentant  | Shiga (1er district)                                             |
| Ministre de la Justice | Hideo Hiraoka                                                                                              | PDJ   | Hiraoka-Kondō/Kan             | Représentant  | Yamaguchi (2e district)                                          |
| Ministre des Affaires étrangères | Kōichirō Genba                                                                                             | PDJ   | Genba                         | Représentant  | Fukushima (3e district)                                          |
| Ministre des Finances | Jun Azumi                                                                                                  | PDJ   | Maehara-Edano                 | Représentant  | Miyagi (5e district)                                             |
| Ministre de l'Éducation, de la Culture, des Sports, des Sciences et de la Technologie | Masaharu Nakagawa                                                                                          | PDJ   | Hata                          | Représentant  | Mie (2e district)                                                |
| Ministre de la Santé, du Travail et des Affaires sociales | Yōko Komiyama                                                                                              | PDJ   | Maehara-Edano                 | Représentante | Tōkyō (6e district)                                              |
| Ministre de l'Agriculture, des Forêts et de la Pêche | Michihiko Kano                                                                                             | PDJ   | Kano/Hata                     | Représentant  | Yamagata (1er district)                                          |
| Ministre de l'Économie, du Commerce et de l'Industrie également ministre d'État pour les Réponses économiques aux accidents nucléaires et pour la Corporation de soutien aux Compensations des dommages nucléaires (à p. du 03/10/2011)                                         | Yoshio Hachiro (démission 11/09/2011) Osamu Fujimura (intérim 11-12/09/2011) Yukio Edano (à p. 12/09/2011) | PDJ   | ex-PSJ Noda Maehara-Edano/Kan | Représentants | Hokkaidō (4e district) Ōsaka (7e district) Saitama (5e district) |
| Ministre du Territoire, des Infrastructures, des Transports et du Tourisme également ministre d'État pour la Politique océanique | Takeshi Maeda                                                                                              | PDJ   | Kano/Hata                     | Conseiller    | Proportionnelle nationale                                        |
| Ministre de l'Environnement également ministre d'État pour la Corporation de soutien aux Compensations des dommages nucléaires (jusqu'au 03/10/2011), à la Politique de l'Énergie nucléaire (à p. du 03/10/2011), à la Restauration et à la Prévention des Accidents nucléaires | Gōshi Hosono                                                                                               | PDJ   | Maehara-Edano                 | Représentant  | Shizuoka (5e district)                                           |
| Ministre de la Défense | Yasuo Ichikawa                                                                                             | PDJ   | Ozawa (ex-libéral)            | Conseiller    | Préfecture d'Ishikawa                                            |

#### Chef du secrétariat et du bureau du Cabinet
| fonction                      | Personnalité   | Parti | Faction | Diète        | Circonscription     |
| ----------------------------- | -------------- | ----- | ------- | ------------ | ------------------- |
| Secrétaire général du Cabinet | Osamu Fujimura | PDJ   | Noda    | Représentant | Ōsaka (7e district) |

#### Ministres d'État ne dirigeant pas un ministère
| fonction | Personnalité      | Parti | Faction            | Diète        | Circonscription           |
| --- | ----------------- | ----- | ------------------ | ------------ | ------------------------- |
| Ministre d'État, Président de la Commission nationale de sécurité publique Ministre d'État à la Consommation et à la Sécurité alimentaire Ministre d'État chargé de la Question des Enlèvements                                                                                  | Kenji Yamaoka     | PDJ   | Ozawa (ex-libéral) | Représentant | Tochigi (4e district)     |
| Ministre d'État pour les Services financiers et la Réforme postale | Shōzaburō Jimi    | NPP   | -                  | Conseiller   | Proportionnelle nationale |
| Ministre d'État à la Stratégie nationale Ministre d'État à la Politique économique et fiscale Ministre d'État à la Politique scientifique et technologique Ministre d'État à la Réforme totale de la Sécurité sociale et de la Fiscalité Ministre d'État à la Politique spatiale | Motohisa Furukawa | PDJ   | Maehara-Edano      | Représentant | Aichi (2e district)       |
| Ministre d'État à la Revitalisation du gouvernement et au Nouveau concept du Service public Ministre à la Dénatalité et à l'Égalité sociale et des sexes Ministre d'État à la Réforme de la Fonction publique                                                                    | Renhō             | PDJ   | Noda               | Conseillère  | Tōkyō                     |
| Ministre d'État à la Gestion des catastrophes Ministre d'État à la Reconstruction après le séisme du Grand Est | Tatsuo Hirano     | PDJ   | Genba              | Conseiller   | Préfecture d'Iwate        |

### À la suite du premier remaniement (du13 janvierau4 juin 2012)
Les membres maintenus à leurs postes sont indiqués en gras, ceux ayant changé d'attribution en italique. 

#### Vice-Premier ministre
| fonction | Personnalité  | Parti | Faction | Diète        | Circonscription   |
| --- | ------------- | ----- | ------- | ------------ | ----------------- |
| Ministre d'État désigné selon l'article 9 de la loi du Cabinet (Vice-Premier ministre) également ministre d'État chargé de la Réforme administrative et de la Fonction publique, de la Réforme totale de la fiscalité et de la sécurité sociale, et de la Revitalisation du gouvernement également au Nouveau concept de service public, à la Dénatalité et à l'Égalité sociale et des sexes (jusqu'au 10/02/2012) | Katsuya Okada | PDJ   | -       | Représentant | Mie (3e district) |

#### Ministres, chefs d'un ministère
| fonction | Personnalité    | Parti | Faction           | Diète         | Circonscription           |
| --- | --------------- | ----- | ----------------- | ------------- | ------------------------- |
| Ministre des Affaires intérieures et des Communications également ministre d'État pour Okinawa et les Territoires du Nord, à la Promotion de la Souveraineté locale et à la Revitalisation régionale               | Tatsuo Kawabata | PDJ   | ex-PDS Hatoyama   | Représentant  | Shiga (1er district)      |
| Ministre de la Justice | Toshio Ogawa    | PDJ   | Kan               | Conseiller    | Tōkyō                     |
| Ministre des Affaires étrangères | Kōichirō Genba  | PDJ   | Genba             | Représentant  | Fukushima (3e district)   |
| Ministre des Finances | Jun Azumi       | PDJ   | Maehara-Edano     | Représentant  | Miyagi (5e district)      |
| Ministre de l'Éducation, de la Culture, des Sports, des Sciences et de la Technologie | Hirofumi Hirano | PDJ   | Hirano            | Représentant  | Ōsaka (11e district)      |
| Ministre de la Santé, du Travail et des Affaires sociales | Yōko Komiyama   | PDJ   | Maehara-Edano     | Représentante | Tōkyō (6e district)       |
| Ministre de l'Agriculture, des Forêts et de la Pêche | Michihiko Kano  | PDJ   | Kano/Hata         | Représentant  | Yamagata (1er district)   |
| Ministre de l'Économie, du Commerce et de l'Industrie également ministre d'État pour les Réponses économiques aux accidents nucléaires et pour la Corporation de soutien aux Compensations des dommages nucléaires | Yukio Edano     | PDJ   | Maehara-Edano/Kan | Représentant  | Saitama (5e district)     |
| Ministre du Territoire, des Infrastructures, des Transports et du Tourisme également ministre d'État pour la Politique océanique                                                                                   | Takeshi Maeda   | PDJ   | Kano/Hata         | Conseiller    | Proportionnelle nationale |
| Ministre de l'Environnement également ministre d'État à la Politique de l'Énergie nucléaire, à la Restauration et à la Prévention des Accidents nucléaires                                                         | Gōshi Hosono    | PDJ   | Maehara-Edano     | Représentant  | Shizuoka (5e district)    |
| Ministre de la Défense | Naoki Tanaka    | PDJ   | Ozawa             | Conseiller    | Niigata                   |

#### Chef du secrétariat et du bureau du Cabinet
| fonction                      | Personnalité   | Parti | Faction | Diète        | Circonscription     |
| ----------------------------- | -------------- | ----- | ------- | ------------ | ------------------- |
| Secrétaire général du Cabinet | Osamu Fujimura | PDJ   | Noda    | Représentant | Ōsaka (7e district) |

#### Ministres d'État ne dirigeant pas un ministère
| fonction | Personnalité      | Parti | Faction                      | Diète        | Circonscription           |
| --- | ----------------- | ----- | ---------------------------- | ------------ | ------------------------- |
| Ministre d'État à la Reconstruction (à p. 10/02/2012) Ministre d'État à la Gestion des catastrophes et à la Reconstruction après le séisme du Grand Est (jusqu'au 10/02/2012)                                                | Tatsuo Hirano     | PDJ   | Genba                        | Conseiller   | Préfecture d'Iwate        |
| Ministre d'État, Président de la Commission nationale de sécurité publique Ministre d'État aux Consommateurs et à la Sécurité alimentaire Ministre d'État chargé de la Question des Enlèvements                              | Jin Matsubara     | PDJ   | Hirano Ozawa Hatoyama ex-PDS | Représentant | Tōkyō (3e district)       |
| Ministre d'État pour les Services financiers et la Réforme postale | Shōzaburō Jimi    | NPP   | -                            | Conseiller   | Proportionnelle nationale |
| Ministre d'État à la Stratégie nationale Ministre d'État à la Politique économique et fiscale Ministre d'État à la Politique scientifique et technologique Ministre d'État à la Politique spatiale                           | Motohisa Furukawa | PDJ   | Maehara-Edano                | Représentant | Aichi (2e district)       |
| Ministre d'État à la Gestion des catastrophes (à p. 10/02/2012) Ministre d'État au Nouveau concept de service public (à p. 10/02/2012) Ministre d'État à la Dénatalité et à l'Égalité sociale et des sexes (à p. 10/02/2012) | Masaharu Nakagawa | PDJ   | Hata                         | Représentant | Mie (2e district)         |

### À la suite du deuxième remaniement (du4 juin 2012au1eroctobre 2012)
Les membres maintenus à leurs postes sont indiqués en gras, ceux ayant changé d'attribution en italique. 

#### Vice-Premier ministre
| fonction | Personnalité  | Parti | Faction | Diète        | Circonscription   |
| --- | ------------- | ----- | ------- | ------------ | ----------------- |
| Ministre d'État désigné selon l'article 9 de la loi du Cabinet (Vice-Premier ministre) également ministre d'État chargé de la Réforme administrative, de la Réforme totale de la fiscalité et de la sécurité sociale, et de la Revitalisation du gouvernement | Katsuya Okada | PDJ   | -       | Représentant | Mie (3e district) |

#### Ministres, chefs d'un ministère
| fonction | Personnalité     | Parti | Faction             | Diète         | Circonscription         |
| --- | ---------------- | ----- | ------------------- | ------------- | ----------------------- |
| Ministre des Affaires intérieures et des Communications également ministre d'État pour Okinawa et les Territoires du Nord, à la Promotion de la Souveraineté locale et à la Revitalisation régionale               | Tatsuo Kawabata  | PDJ   | ex-PDS Hatoyama     | Représentant  | Shiga (1er district)    |
| Ministre de la Justice | Makoto Taki      | PDJ   | -                   | Représentant  | Nara (2e district)      |
| Ministre des Affaires étrangères | Kōichirō Genba   | PDJ   | Genba               | Représentant  | Fukushima (3e district) |
| Ministre des Finances | Jun Azumi        | PDJ   | Maehara-Edano       | Représentant  | Miyagi (5e district)    |
| Ministre de l'Éducation, de la Culture, des Sports, des Sciences et de la Technologie | Hirofumi Hirano  | PDJ   | Hirano              | Représentant  | Ōsaka (11e district)    |
| Ministre de la Santé, du Travail et des Affaires sociales également ministre d'État aux Mesures contre la Dénatalité                                                                                               | Yōko Komiyama    | PDJ   | Maehara-Edano       | Représentante | Tōkyō (6e district)     |
| Ministre de l'Agriculture, des Forêts et de la Pêche | Akira Gunji      | PDJ   | ex-PSJ              | Conseiller    | Préfecture d'Ibaraki    |
| Ministre de l'Économie, du Commerce et de l'Industrie également ministre d'État pour les Réponses économiques aux accidents nucléaires et pour la Corporation de soutien aux Compensations des dommages nucléaires | Yukio Edano      | PDJ   | Maehara-Edano/Kan   | Représentant  | Saitama (5e district)   |
| Ministre du Territoire, des Infrastructures, des Transports et du Tourisme également ministre d'État pour la Politique océanique                                                                                   | Yūichirō Hata    | PDJ   | Hata/Sakihito Ozawa | Conseiller    | Préfecture de Nagano    |
| Ministre de l'Environnement également ministre d'État à la Politique de l'Énergie nucléaire, à la Restauration et à la Prévention des Accidents nucléaires                                                         | Gōshi Hosono     | PDJ   | Maehara-Edano Ozawa | Représentant  | Shizuoka (5e district)  |
| Ministre de la Défense | Satoshi Morimoto | -     | -                   | -             | -                       |

#### Chef du secrétariat et du bureau du Cabinet
| fonction                      | Personnalité   | Parti | Faction | Diète        | Circonscription     |
| ----------------------------- | -------------- | ----- | ------- | ------------ | ------------------- |
| Secrétaire général du Cabinet | Osamu Fujimura | PDJ   | Noda    | Représentant | Ōsaka (7e district) |

#### Ministres d'État ne dirigeant pas un ministère
| fonction | Personnalité                                                                    | Parti   | Faction                      | Diète         | Circonscription                              |
| --- | ------------------------------------------------------------------------------- | ------- | ---------------------------- | ------------- | -------------------------------------------- |
| Ministre d'État à la Reconstruction Ministre d'État aux mesures générales prises à la suite du séisme du Grand Est                                                                                  | Tatsuo Hirano                                                                   | PDJ     | Genba                        | Conseiller    | Préfecture d'Iwate                           |
| Ministre d'État, Président de la Commission nationale de sécurité publique Ministre d'État aux Consommateurs et à la Sécurité alimentaire Ministre d'État chargé de la Question des Enlèvements     | Jin Matsubara                                                                   | PDJ     | Hirano Ozawa Hatoyama ex-PDS | Représentant  | Tōkyō (3e district)                          |
| Ministre d'État pour les Services financiers et la Privatisation de la Poste | Tadahiro Matsushita (décédé le 10/09/2012) Jun Azumi (intérim, à p. 11/09/2012) | NPP PDJ | Maehara-Edano                | Représentants | Kagoshima (3e district) Miyagi (5e district) |
| Ministre d'État aux Politiques nationales Ministre d'État à la Politique économique et fiscale Ministre d'État à la Politique scientifique et technologique Ministre d'État à la Politique spatiale | Motohisa Furukawa                                                               | PDJ     | Maehara-Edano                | Représentant  | Aichi (2e district)                          |
| Ministre d'État à la Gestion des catastrophes Ministre d'État au Nouveau concept de service public Ministre d'État à l'Égalité sociale et des sexes Ministre d'État à la Réforme du service public  | Masaharu Nakagawa                                                               | PDJ     | Hata                         | Représentant  | Mie (2e district)                            |

### À la suite du troisième remaniement (du1eroctobre au 26 décembre 2012)
Les membres maintenus à leurs postes sont indiqués en gras, ceux ayant changé d'attribution en italique. 

#### Vice-Premier ministre
| fonction | Personnalité  | Parti | Faction | Diète        | Circonscription   |
| --- | ------------- | ----- | ------- | ------------ | ----------------- |
| Ministre d'État désigné selon l'article 9 de la loi du Cabinet (Vice-Premier ministre) également ministre d'État chargé de la Réforme administrative, de la Réforme totale de la fiscalité et de la sécurité sociale, et de la Réforme du service public | Katsuya Okada | PDJ   | -       | Représentant | Mie (3e district) |

#### Ministres, chefs d'un ministère
| fonction | Personnalité                                                     | Parti | Faction                  | Diète         | Circonscription                           |
| --- | ---------------------------------------------------------------- | ----- | ------------------------ | ------------- | ----------------------------------------- |
| Ministre des Affaires intérieures et des Communications également ministre d'État pour Okinawa et les Territoires du Nord, à la Promotion de la Souveraineté locale et à la Revitalisation régionale               | Shinji Tarutoko                                                  | PDJ   | Tarutoko                 | Représentant  | Ōsaka (12e district)                      |
| Ministre de la Justice également ministre d'État pour la Question des Enlèvements (jusqu'au 23 octobre 2012) | Keishū Tanaka (démission 23/10/12) Makoto Taki (à p. 24/10/2012) | PDJ   | ex-PDS -                 | Représentants | Kanagawa (5e district) Nara (2e district) |
| Ministre des Affaires étrangères | Kōichirō Genba                                                   | PDJ   | Genba                    | Représentant  | Fukushima (3e district)                   |
| Ministre des Finances | Kōriki Jōjima                                                    | PDJ   | ex-PDS/Sakihito Ozawa    | Représentant  | Kanagawa (10e district)                   |
| Ministre de l'Éducation, de la Culture, des Sports, des Sciences et de la Technologie | Makiko Tanaka                                                    | PDJ   | -                        | Représentante | Niigata (5e district)                     |
| Ministre de la Santé, du Travail et des Affaires sociales | Wakio Mitsui                                                     | PDJ   | Hatoyama/Tarutoko/ex-PDS | Représentant  | Hokkaidō (2e district)                    |
| Ministre de l'Agriculture, des Forêts et de la Pêche | Akira Gunji                                                      | PDJ   | ex-PSJ                   | Conseiller    | Préfecture d'Ibaraki                      |
| Ministre de l'Économie, du Commerce et de l'Industrie également ministre d'État pour les Réponses économiques aux accidents nucléaires et pour la Corporation de soutien aux Compensations des dommages nucléaires | Yukio Edano                                                      | PDJ   | Maehara-Edano/Kan        | Représentant  | Saitama (5e district)                     |
| Ministre du Territoire, des Infrastructures, des Transports et du Tourisme | Yūichirō Hata                                                    | PDJ   | Hata/Sakihito Ozawa      | Conseiller    | Préfecture de Nagano                      |
| Ministre de l'Environnement également ministre d'État à la Restauration et à la Prévention des Accidents nucléaires                                                                                                | Hiroyuki Nagahama                                                | PDJ   | Noda                     | Conseiller    | Préfecture de Chiba                       |
| Ministre de la Défense | Satoshi Morimoto                                                 | -     | -                        | -             | -                                         |

#### Chef du secrétariat et du bureau du Cabinet
| fonction | Personnalité   | Parti | Faction | Diète        | Circonscription     |
| --- | -------------- | ----- | ------- | ------------ | ------------------- |
| Secrétaire général du Cabinet Ministre d'État pour la Question des Enlèvements (à partir du 24 octobre 2012) | Osamu Fujimura | PDJ   | Noda    | Représentant | Ōsaka (7e district) |

#### Ministres d'État ne dirigeant pas un ministère
| fonction | Personnalité     | Parti | Faction                   | Diète        | Circonscription         |
| --- | ---------------- | ----- | ------------------------- | ------------ | ----------------------- |
| Ministre d'État à la Reconstruction Ministre d'État aux mesures générales prises à la suite du séisme du Grand Est | Tatsuo Hirano    | PDJ   | Genba                     | Conseiller   | Préfecture d'Iwate      |
| Ministre d'État, Président de la Commission nationale de sécurité publique Ministre d'État aux Consommateurs et à la Sécurité alimentaire | Tadamasa Kodaira | PDJ   | Hatoyama/ex-PDS           | Représentant | Hokkaidō (10e district) |
| Ministre d'État pour les Services financiers Ministre d'État à la Revitalisation du gouvernement Ministre d'État aux mesures contre la Dénatalité Ministre d'État à l'Égalité sociale et des sexes                                                                                        | Ikkō Nakatsuka   | PDJ   | Ozawa (ex-libéral)/ex-PDS | Représentant | Kanagawa (12e district) |
| Ministre d'État aux Politiques nationales Ministre d'État à la Politique océanique Ministre d'État à la Politique économique et fiscale Ministre d'État à la Politique scientifique et technologique Ministre d'État à l'Administration nucléaire Ministre d'État à la Politique spatiale | Seiji Maehara    | PDJ   | Maehara-Edano             | Représentant | Kyōto (2e district)     |
| Ministre d'État pour la Privatisation postale Ministre d'État chargé de la Prévention des catastrophes | Mikio Shimoji    | NPP   | Sōzō                      | Représentant | Okinawa (1er district)  |